# Flugplatz Nördlingen

i7
i11
i13
Der Flugplatz Nördlingen (ICAO-Code: EDNO) ist ein Sonderlandeplatz für die allgemeine Luftfahrt im Landkreis Donau-Ries und wird durch den Rieser Flugsportverein e. V. betrieben. Es dürfen Flugzeuge und Helikopter bis zu einem maximalen Abfluggewicht von drei Tonnen, Ultraleichtflugzeuge sowie Segelflugzeuge dort starten und landen.

## Flugbetrieb
Der Rieser Flugsportverein e. V. bietet eine Ausbildung zum Privatpiloten an, speziell für PPL(A), SPL(F) oder auch Hubschrauber PPL(H). Die Schulung erfolgt durch vereinseigene Fluglehrer.